# Armorial des présidents de la République française

Armoiries officieuses de la République française

Les armoiries des présidents de la République française sont celles de leur famille ou ont été créées notamment pour l'admission d'un président au sein d'un ordre de chevalerie, tel que l'ordre des Séraphins ou l'ordre de l'Éléphant.

## Deuxième République
| Président | Président                | Mandat    | Armoiries | Notes                           |
| --------- | ------------------------ | --------- | --------- | ------------------------------- |
|           | Louis-Napoléon Bonaparte | 1848-1852 |           | Blason de la famille impériale. |

## Troisième République
| Président | Président            | Mandat    | Armoiries                                                                                                 | Notes |
| --------- | -------------------- | --------- | --- | --- |
|           | Adolphe Thiers       | 1871-1873 | | Blason de la famille Thiers.                                                                                      |
|           | Patrice de Mac Mahon | 1873-1879 | | Blason de la famille de Mac Mahon.                                                                                |
|           | Patrice de Mac Mahon | 1873-1879 | Blason comme duc de Magenta (Second Empire)                                                               | |
|           | Jules Grévy          | 1879-1887 | | Jules Grévy n'avait pas d'armoiries. Pour l'armorial de l'ordre des Séraphins, son blason est resté vierge.       |
|           | Sadi Carnot          | 1887-1894 | | Blason de la famille Carnot.                                                                                      |
|           | Jean Casimir-Perier  | 1895-1895 | | Blason de la famille Perier, devenue Casimir-Perier.                                                              |
|           | Jean Casimir-Perier  | 1895-1895 | Blason attribué à Jean Casimir-Perier en tant que chevalier de l'ordre de Charles III.                    | |
|           | Félix Faure          | 1895-1899 | | Blason attribué à Félix Faure en tant que chevalier de l'ordre de la Toison d'or, branche espagnole.              |
|           | Émile Loubet         | 1899-1906 | | Blason créé pour l'admission d'Émile Loubet au sein de l'ordre des Séraphins.                                     |
|           | Émile Loubet         | 1899-1906 | Blason créé pour l'admission de Émile Loubet au sein de l'ordre de la Toison d'or, branche espagnole.     | |
|           | Armand Fallières     | 1906-1913 | | Blason créé pour l'admission d'Armand Fallières au sein de l'ordre des Séraphins.                                 |
|           | Armand Fallières     | 1906-1913 | Blason attribué à Armand Fallières en tant que chevalier de l'ordre de Charles III.                       | |
|           | Raymond Poincaré     | 1913-1920 | | Blason créé pour l'admission de Raymond Poincaré au sein de l'ordre des Séraphins.                                |
|           | Raymond Poincaré     | 1913-1920 | Blason attribué à Raymond Poincaré en tant que chevalier de l'ordre de la Toison d'or, branche espagnole. | |
|           | Paul Deschanel       | 1920-1920 | | Armoiries de Paul Doumer, Paul Deschanel et Alexandre Millerand comme membres de l'ordre de Charles III (Espagne) |
|           | Alexandre Millerand  | 1920-1924 | | Armoiries de Paul Doumer, Paul Deschanel et Alexandre Millerand comme membres de l'ordre de Charles III (Espagne) |
|           | Gaston Doumergue     | 1924-1931 | | Blason attribué à Gaston Doumergue en tant que chevalier de l'ordre de la Toison d'or, branche espagnole.         |
|           | Paul Doumer          | 1931-1932 | | Armoiries de Paul Doumer, Paul Deschanel et Alexandre Millerand comme membres de l'ordre de Charles III (Espagne) |
|           | Albert Lebrun        | 1932-1940 | | Blason attribué à Albert Lebrun en tant que Chevalier de l'Ordre des Séraphins                                    |

## Quatrième République
| Président | Président      | Mandat    | Armoiries | Notes |
| --------- | -------------- | --------- | --------- | ----- |
|           | Vincent Auriol | 1947-1954 |           |       |
|           | René Coty      | 1954-1959 |           |       |

## Cinquième République
| Président | Président                | Mandat      | Armoiries                                                                                        | Notes                                                                                 |
| --------- | ------------------------ | ----------- | ------------------------------------------------------------------------------------------------ | ------------------------------------------------------------------------------------- |
|           | Charles de Gaulle        | 1959-1969   |                                                                                                  | Blason de la famille de Gaulle, (relevé d'homonymes bourguignons).                    |
|           | Charles de Gaulle        | 1959-1969   | Blason créé pour l'admission de Charles de Gaulle au sein de l'ordre des Séraphins.              |                                                                                       |
|           | Charles de Gaulle        | 1959-1969   | Armoiries de Charles de Gaulle, en tant que chevalier de l'ordre du Christ                       |                                                                                       |
|           | Georges Pompidou         | 1969-1974   |                                                                                                  | Pas d'armoiries connues.                                                              |
|           | Valéry Giscard d'Estaing | 1974-1981   |                                                                                                  | Blason de la famille d'Estaing, relevé par les Giscard d'Estaing,.                    |
|           | Valéry Giscard d'Estaing | 1974-1981   | Blason créé pour l'admission de Valéry Giscard d'Estaing au sein de l'ordre des Séraphins.       |                                                                                       |
|           | Valéry Giscard d'Estaing | 1974-1981   | Blason créé pour l'admission de Valéry Giscard d'Estaing au sein de l'ordre de Charles III.      |                                                                                       |
|           | François Mitterrand      | 1981-1995   |                                                                                                  | Blason créé pour l'admission de François Mitterrand au sein de l'ordre des Séraphins. |
|           | François Mitterrand      | 1981-1995   | Blason créé pour l'admission de François Mitterrand au sein de l'ordre d'Isabelle la Catholique. |                                                                                       |
|           | Jacques Chirac           | 1995-2007   |                                                                                                  | Blason créé pour l'admission de Jacques Chirac au sein de l'ordre des Séraphins.      |
|           | Nicolas Sarkozy          | 2007-2012   |                                                                                                  | Blason de la famille Sárközy de Nagy-Bocsa.                                           |
|           | Nicolas Sarkozy          | 2007-2012   | Blason créé pour l'admission de Nicolas Sarkozy au sein de l'ordre de la Toison d'or.            |                                                                                       |
|           | François Hollande        | 2012-2017   |                                                                                                  | Blason créé pour l'admission de François Hollande au sein de l'ordre des Séraphins.   |
|           | Emmanuel Macron          | Depuis 2017 |                                                                                                  | Pas d'armoiries connues.                                                              |